# Полночь (фильм, 1939)
«Полночь» (англ. Midnight) — кинофильм режиссёра Митчелла Лейзена, вышедший на экраны в 1939 году. Сценарий ленты был написан Чарльзом Брэкеттом и Билли Уайлдером по мотивам рассказа Эдвина Юстуса Майера и Франца Шульца. В 2013 году картина была включена в Национальный реестр фильмов.

## Сюжет
Американская танцовщица Ив Пибоди прибывает в Париж ночным поездом прямо в вечернем платье и без гроша в кармане. Таксист-венгр Тибор Черни, сжалившись над ней, соглашается подвезти её до какого-нибудь ночного клуба. Испытывая к ней симпатию, он угощает её обедом и предлагает переночевать у него дома. Однако Ив, считая, что всегда выбирает не тех мужчин, решительно настроена найти себе какого-нибудь миллионера. С помощью хитрости она проникает на один из светских вечеров, где на неё обращает внимание аристократ Жорж Фламмарион. Жорж обеспокоен увлечённостью своей супруги молодым щёголем Жаком Пико и предлагает Ив переманить молодого человека. Танцовщица соглашается и, объявив себя венгерской баронессой Черни, оказывается в центре всеобщего внимания…

## В ролях
- Клодетт Кольбер — Ив Пибоди
- Дон Амичи — Тибор Черни
- Джон Берримор — Жорж Фламмарион
- Френсис Ледерер — Жак Пико
- Мэри Астор — Элен Фламмарион
- Элейн Барри — Симона
- Хедда Хоппер — Стефани
- Рекс О'Малли — Марсель
- Монти Вулли — судья
- Арманд Кализ — Лебон
- Мэри Макларен — гостья на вечеринке Стефани (в титрах не указана)